# 3a Divisió Mecanitzada (Regne Unit)
La 3a Divisió Mecanitzada (anglès: 3rd Mechanised Division), coneguda en diverses ocasions com Iron Division, 3rd (Iron) Division o Iron Sides, és una divisió de l'exèrcit regular britànic. Va ser creada el 1809 pel Duc de Wellington com a part de l'Exèrcit Angloportuguès, per servir a la Guerra Peninsular, sent coneguda com la Fighting 3rd sota el comandament de Sir Thomas Picton durant les Guerres Napoleòniques. Hom es refereix a la divisió com Iron Division (la Divisió de Ferro), un sobrenom adquirit durant les dures lluites de 1916 durant la I Guerra Mundial. Entre altres honors de batalla de la divisió s'inclouen la batalla de Waterloo, la Guerra de Crimea, la Segona Guerra Bòer i la Segona Guerra Mundial. Durant un temps a la Segona Guerra Mundial va ser comandada per Bernard Montgomery. La divisió havia de formar part del proposat Commonwealth Corps, format per la planejada invasió del Japó de 1945-46, però va ser dissolta quan la guerra acabà després dels bombardejos atòmics d'Hiroshima i Nagasaki.
Durant la II Guerra Mundial la insígnia esdevingué el "disseny de tres", un triangle negre trisectat per un triangle vermell invertit.

## Guerres Napoleòniques

### Guerra Peninsular
La divisió formà part de les forces britàniques que van participar en la guerra Peninsular, combatent a les batalles de  Sabugal, Ortès, Fuentes de Oñoro, Badajoz. Salamanca, Nivelle, Vitòria, Buçaco i als Pirineus.

### Formació durant la Guerra Peninsular
(formació durant la batalla de Vitòria:

General comandant: Tinent General Sir Thomas Picton (7.500)
- 1r Brigada (Maj-Gen Thomas Brisbane)
  - 1/45è Regiment a Peu (Nottinghamshire)
  - 74è Regiment a Peu (Highland)
  - 1/88è Regiment a Peu (Connaught Rangers)
  - 3 Cos, 5/60è Regiment a Peu (Royal American)
- 2n Brigada (Maj-Gen Charles Colville)
  - 1/5è Regiment a Peu (Northumberland)
  - 2/83è Regiment a Peu (County of Dublin)
  - 2/87è (Regiment a Peu Prince of Wales' Irish)
  - 94a Regiment a Peu
- Brigada Portuguesa (Maj-Gen Manley Power)
  - 1/9è De Línia Portuguès
  - 2/9è De Línia Portuguès
  - 1/21r De Línia Portuguès
  - 2/21r De Línia Portuguès
  - 11è Caçadores

D'acord amb Picton, la 3a va lluitar intensament a Vitòria, on la divisió va perdre 1.800 homes (gairebé un terç de les pèrdues aliades en la batalla), capturant un pont clau i la ciutat, on van ser bombardejats per entre 40 i 50 canons, així com un contraatac sobre el seu flanc dret (descobert perquè la resta de l'exèrcit no els va mantenir el pas). La 3a va mantenir el terreny i va empènyer les altres divisions perquè capturessin el poble d'Ariñez.

### Campanya de Waterloo

Mapa de la batalla de Waterloo, amb la 3a Divisió mantenint el centre a Alten

La 3a Divisió també va estar present a les batalles de Quatre Bras i Waterloo. Va ser comandada pel tinent general Sir Charles Alten KCB (comte Carl von Alten)

### Formació en la batalla de Waterloo

#### 5a Brigada
Major-General Sir Colin Halkett KCB
- 2n Batalló, 30è Regiment a Peu (Cambridgeshire)
- 1r Batalló, 33è Regiment a Peu
- 69è Regiment a Peu (South Lincolnshire)
- 73rd Regiment a Peu

#### 2a Brigada,King's German Legion
Brevet Coronel Baró Christian Freiherr von Ompteda
- 1r Batalló Lleuger
- 2n Batalló Lleuger
- 5è Batalló de Línia
- 8è Batalló de Línia

#### 1a Brigada de Hanover
Major-General Friedrich, Graf von Kielmansegge
- Batalló de camp Bremen
- Batalló de camp 1r Duke of York's
- Batalló Lleuger Grubenhagen
- Batalló Lleuger Lüneburg
- Batalló de camp Verden
- Batalló de camp de caçadors (dues companyies)

#### Artilleria
Tinent Coronel John Samuel Williamson 	
- Brigada de camp Lloyd's R. A. 9 canons 5/390 de 9 lliures i 1 obús de 5,5 polzades
- Legió alemanya de la brigade del Rei de Cleeves 5 canons 6/209 de 9 lliures i 1 obús de 5,5 polzades

## Guerra de Crimea
La 3a Divisió participà en la Guerra de Crimea i lluità en la batalla d'Alma i al setge de Sebastòpol.
Comandant: Tinent General Sir Richard England
- 5a Brigada: Brigadier-General Sir John Campbell
  - 4t King’s Own Royal Regiment
  - 38è Regiment a Peu (1r Staffordshire)
  - 50è Regiment a Peu (Queen's Own)
- 6th Brigade: Brigade-General Eyre
  - 1r Royal Regiment
  - 28è Regiment a Peu (North Gloucestershire)
  - 44è Regiment a Peu (East Essex)
- Dues bateries de camp de la Royal Artillery

## Primera Guerra Mundial
Durant la Primera Guerra Mundial va ser una divisió permanentment establerta de l'exèrcit regular, i va estar entre les primeres a ser enviades a França en esclatar la guerra, servint al front occidental durant quatre anys. Durant aquesta època va rebre el sobrenom de "The Iron Division" (La Divisió de Ferro). El seu primer comandant, el Major-General Hubert Hamilton, va morir per foc d'obusos prop de Béthune a l'octubre de 1914.

### Formació durant la I Guerra Mundial
7a Brigada (fins al 18 d'octubre de 1915)
- 3rd Batalló, The Worcester Regiment
- 2n Batalló, The South Lancashire Regiment
- 1/4a Batalló, The South Lancashire Regiment
- 1r Batalló, The Wiltshire Regiment
- 2n Batalló, the Royal Irish Rifles
- 1/1r Batalló, the Honourable Artillery Company

La brigada va ser traspassada a la 25a Divisió a l'octubre de 1915, sent substituïda per la 76a Brigada.
8a Brigada
- 2n Batalló, el Royal Scots Regiment
- 8è Batalló, The East Yorkshire Regiment
- 7è Batalló, the King's Shropshire Light Infantry
- 1r Batalló, els Royal Scots Fusiliers

Els següents batallons s'uniren a la brigada durant períodes el 1914 i 1915: 
- 2n Batalló, The Royal Irish Regiment (entre agost de 1914 fins a març de 1915)
- 4a Batalló, el Middlesex Regiment (entre agost de 1914 fins a novembre de 1915)

Els següents batallons s'uniren a la brigada durant períodes el 1914 i 1916:
- 13è Batalló, The King's (Liverpool Regiment) (entre octubre de 1915 fins a l'abril de 1916)
- 1/5è Batalló (City of London), The London Regiment (entre octubre de 1915 fins a febrer de 1916)

Els batallons van ser traspassats a la 76a Brigada quan aquesta s'uní a la divisió a l'octubre de 1915:
- 2n Batalló, The Suffolk Regiment (des d'octubre de 1914)
- 1r Batalló, the Gordon Highlanders (des d'agost de 1914)
- 1/4a Batalló, the Gordon Highlanders (des de febrer de 1915)

9a Brigada
- 1r Batalló, els Northumberland Fusiliers
- 4a Batalló, els Royal Fusiliers
- 12è Batalló, The West Yorkshire Regiment (des de novembre de 1915)
- 13è Batalló, The King's (Liverpool Regiment) (des d'abril de 1916)

Altres batallons que serviren a la brigada van ser:
- 1/10è Batalló (Scottish), The King's (Liverpool Regiment) (entre novembre de 1914 fins a gener de 1916)
- 1r Batalló, The Lincolnshire Regiment (entre agost de 1914 fins a novembre de 1915)
- 1r Batalló, the Royal Scots Fusiliers (entre agost de 1914 fins a abril de 1916)

A inicis de 1915 la brigada va ser traspassada a la 28a Divisió durant un breu període.
76a Brigada d'Infanteria (des del 15 d'octubre de 1915)
- 8è Batalló, The King's Own (Royal Lancaster Regiment)
- 13è Batalló, The King's (Liverpool Regiment)
- 10è Batalló, the Royal Welch Fusiliers
- 2n Batalló, The Suffolk Regiment
- 1r Batalló, the Gordon Highlanders
- 1/4a Batalló, the Gordon Highlanders (fins a febrer 1916)

La brigada s'uní a la 25a Divisió a l'octubre de 1915.
Després del final de la I Guerra Mundial, la divisió va quedar estacionada al sud d'Anglaterra, on formà part del Comandament Meridional. El 1937, una de les seves brigades va ser comandada pel brigadier Bernard Montgomery, que assumí el comandament de la divisió poc abans que la Gran Bretanya declarés la guerra a Alemanya.

## Segona Guerra Mundial
La divisió formà part del fracassat Cos Expedicionari Britànic, evacuat de Dunkerque a inicis de la Segona Guerra Mundial. En aquells moments estava comandada pel major general Bernard Montgomery.
Després de l'evacuació, la divisió passà quatre anys entrenant al Regne Unit, preparant-se per a un possible desembarcament a Europa.
La 3a divisió va ser la primera divisió britànica en desembarcar a la platja Sword el Dia-D, lluitant a la batalla de Normandia, als Països Baixos i, finalment, a la invasió d'Alemanya. Durant la campanya de Normandia, la divisió va ser comandada pel Major General Tom Rennie fins al 13 de juny de 1944; el Major General Lashmer Whistler, un comandant molt popular, prengué el comandament el 23 de juny de 1944.
Durant els combats des de Sword fins a Bremen, la divisió patí 2.586 morts.

### Formació de la divisió després de Dunkerque
8a Brigada
- 1r Batalló, Suffolk Regiment
- 2n Batalló, East Yorkshire Regiment
- 1r Batalló, South Lancashire Regiment

9a Brigada
- 2n Batalló, Lincolnshire Regiment
- 1r Batalló, King's Own Scottish Borderers
- 2n Batalló, Royal Ulster Rifles

185a Brigada
- 2n Batalló, Royal Warwickshire Regiment
- 1r Batalló, Royal Norfolk Regiment
- 2n Batalló Infanteria Lleugera King's Shropshire

Tropes de la Divisió
- 2n Batalló, Middlesex Regiment
- 3r Batalló de Reconeixement The Northumberland Fusiliers
- 15è/19a The King's Royal Hussars
- 92è (Loyals) Regiment Lleuger Antiaeri, Royal Artillery
- 7è Regiment de Camp, Royal Artillery

## Després de la Segona Guerra Mundial
En la postguerra, la divisió va ser reformada l'1 d'abril de 1951 a la Zona del Canal de Suez, sota el comandament de Sir Hugh Stockwell. La divisió passà a formar part de les Forces Terrestres de l'Orient Mitjà. Estava format per 3 brigades recent formades: la 32a de Guàrdies, la 19a d'Infanteria i la 39a d'Infanteria. Serví al Regne Unit durant diversos anys; el 1968 passà a formar part del Comandament Estratègic de l'Exèrcit, formada per les brigades 5a, 19a i 24a de Guàrdies. Va passar a ser una divisió cuirassada a l'Exèrcit britànic del Rin des de 1977 i fins a 1991. Quan les seves unitats formaven la Task Force Echo (TFE) i la Task Force Foxtrot (TFF), cap al 1980, aquestes passaren a ser la 6a Brigada Cuirassada i la 33a Brigada Cuirassada.

## Formació actual

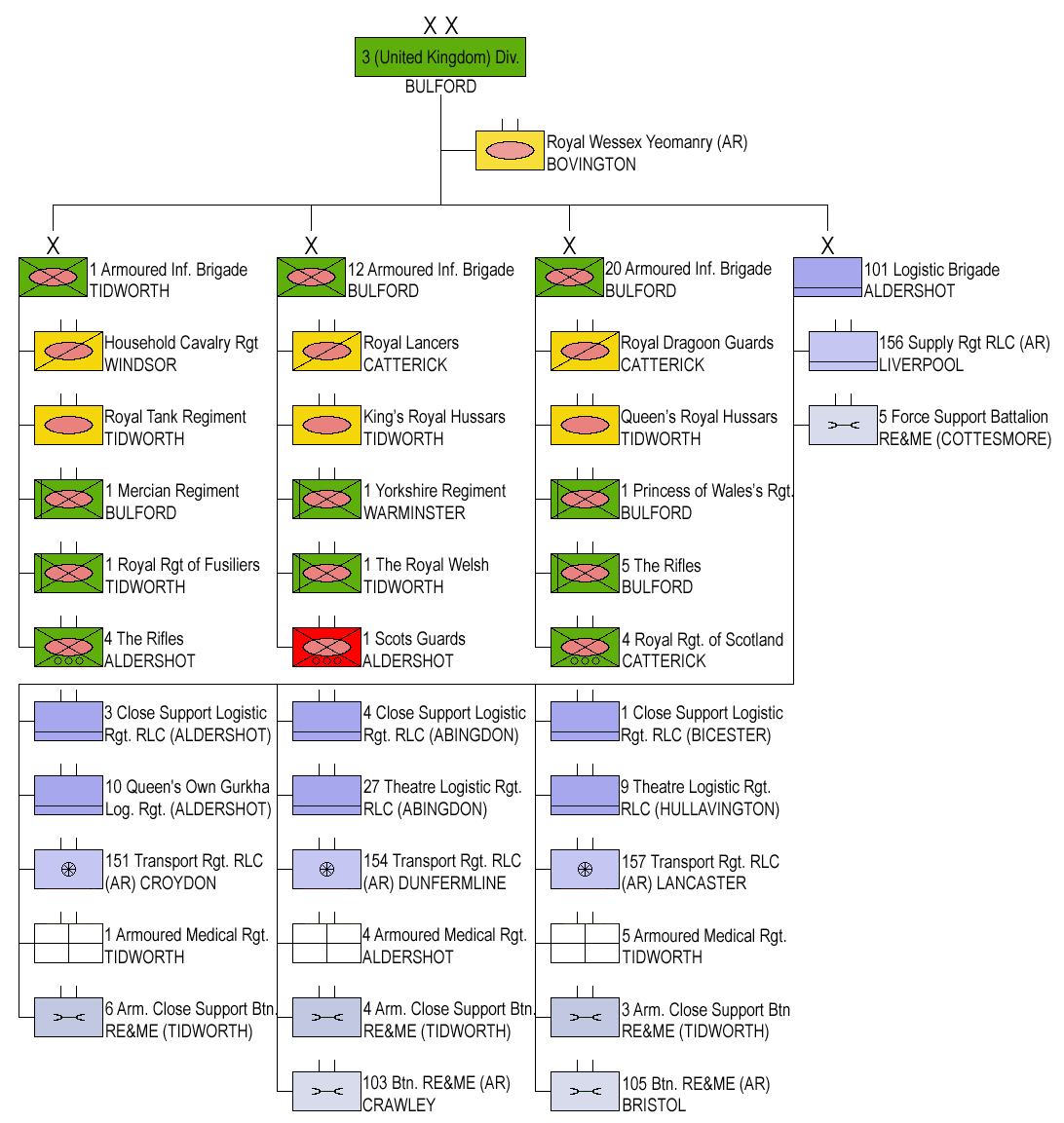
Estructura de la 3a Divisió Mecanitzada

La divisió va ser refeta a mitjans de la dècada de 1990 després que la 3a Divisió Cuirassada hagués estat desbandada al BAOR. Des de 1995 alternà amb la 1a Cuirassada per formar el quarter general de la Divisió Multi Nacional Sud-Oest a Bòsnia i Hercegovina, com a part de l'IFOR.
L'1 de setembre de 1999 la divisió va ser alliberada de les seves responsabilitats administratives i regionals, i esdevingué una divisió desplegable.
Com a 3a Divisió Mecanitzada és l'única divisió contínuament disponible operativa al Regne Unit (l'altre és la 1a Divisió Cuirassada, a Alemanya. Està destinada a Picton Barracks, Bulford Camp, a Wiltshire, i respon al Comandant de les Forces Terrestres a Andover.
Sota el comandament de la divisió hi ha 4 brigades disponibles:
- 1a Brigada Mecanitzada
- 4a Brigada Mecanitzada
- 12a Brigada Mecanitzada
- 19a Brigada Lleugera
- Quarter General de la 3a Divisió i Regiment de Comunicacions
- 5 Regiment Army Air Corps (Lynx)
- 1r Regiment Reial de Tancs
- 36 Regiment d'Enginyers, Royal Engineers
- 3 Regiment, Royal Military Police
- 3 Regiment Mèdic Regiment, Royal Army Medical Corps
- 3 Regiment de Suport Logístic, Royal Logistic Corps
- 4 Regiment de Suport Logístic, Royal Logistic Corps
- 12 Regiment de Suport Logístic, Royal Logistic Corps

## Comandants recents
Els darrers comandants de la divisió han estat:

GOC 3rd Division
- 1907-1910 Major-General William Franklyn
- 1910-1914 Major-General Henry Rawlinson
- May 1914-Oct 1914 Major-General Hubert Hamilton
- Oct 1914 Major-General Colin Mackenzie
- 1914-1916 Major-General Aylmer Haldane
- 1916-1919 Major-General Cyril Deverell
- 1919-1922 Major-General Robert Whigham
- 1922-1926 Major-General William Heneker
- 1926-1930 Major-General John Burnett-Stuart
- 1930-1932 Major-General Harry Knox
- 1932-1934 Major-General Walter Pitt-Taylor
- 1934-1936 Major-General Robert Gordon-Finlayson
- 1936 Major-General Cecil Heywood
- 1936-1939 Major-General Denis Bernard
- 1939-1940 Major-General Bernard Montgomery
- 1940-1941 Major-General James Gammell
- 1941-1942 Major-General Eric Hayes
- 1942-1943 Major-General William Ramsden
- 1943-1944 Major-General Tom Rennie
- 1944-1947 Major-General Lashmer Whistler
- 1951-1952 Major-General Hugh Stockwell
- 1952-1954 Major-General Nigel Poett
- 1954-1957 Major-General John Churcher
- 1957-1959 Major-General George Gordon-Lennox
- 1959-1961 Major-General Charles Harington
- 1961-1962 Major-General Vivian Street
- 1962-1964 Major-General Michael Carver
- 1964-1966 Major-General Cecil Blacker
- 1966-1968 Major-General Anthony Deane-Drummond
- 1968-1970 Major-General Terence McMeekin
- 1970-1972 Major-General Glyn Gilbert
- 1972-1974 Major-General Richard Worsley
- 1974-1976 Major-General Robin Carnegie

GOC 3rd Armoured Division
- 1976-1978 Major-General Michael Walsh
- 1978-1980 Major-General Henry Dalzell-Payne
- 1980-1982 Major-General Norman Arthur
- 1982-1984 Major-General Anthony Walker
- 1984-1987 Major-General David Ramsbotham
- 1987-1988 Major-General Edward Jones
- 1988-1990 Major-General Michael Wilkes
- 1990-1992 Major-General Christopher Wallace

GOC 3rd (UK) Division
- 1992-1994 Major-General Hew Pike
- 1994-1996 Major-General Mike Jackson
- 1996-1999 Major-General Cedric Delves

GOC 3rd (UK) Mechanised Division
- 1999-2000 Major General Richard Dannatt
- 2000-2003 Major General John McColl
- 2003-2005 Major General Graeme Lamb
- 2005-2007 Major General Richard Shirreff
- 2007-2009 Major General Barney White-Spunner
- 2009-2011 Major General James Everard
- 2011-present Major General John Lorimer[8]